# Agarzinski
Agarzinski (en rus: Агарзинский) és un poble (possiólok) del krai de Perm, a Rússia, que en el cens del 2010 tenia 16 habitants. Es troba a 27 km a l'oest de Txernuixka.